# Wang Ziying
Wang Ziying (n. 1998) este o sportivă. A participat la competiții asociate Jocurilor Olimpice în care a câștigat o medalie de bronz.